# هارپون (موشک)

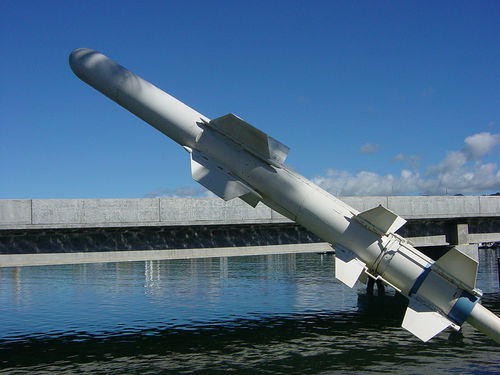

هارپون (به انگلیسی: Harpoon) گونه‌ای موشک ضدکشتی با توانایی به‌کارگیری در همهٔ شرایط جوی و رادار فراافق‌نگر است. این موشک کروز در شرکت مک‌دانل داگلاس - که اکنون بخشی از بوئینگ است - طراحی و تولید شده‌است. در سال ۲۰۰۴ بوئینگ، ۷ هزارمین هارپون (از زمان تولید این موشک یعنی ۱۹۷۷) را تحویل داد. هارپون از هدایت راداری فعال بهره می‌برد و قادر به پرواز در ارتفاع بسیار پایین است. همچنین گونهٔ ارتقایافتهٔ موشک هارپون با توانایی حمله به اهداف زمینی با نام SLAM (موشک حمله به زمین دورایستا) نیز از سال ۱۹۹۰ تولید می‌شود.
این موشک از نظر مشخصات و توانایی‌ها قابل مقایسه با موشک فرانسوی اگزوسه، ایتالیایی اتومات، سوئدی آربی‌اس-۱۵، روسی خا-۳۵، بریتانیایی عقاب دریا و موشک چینی سی-۸۰۲ است.

## نسخه‌ها
گونه‌های مختلف این موشک توانایی شلیک از سکوهای مختلفی را دارند:
- وصل‌شونده به بال هواپیما (موشک ای‌جی‌ام-۸۴، بدون راکت سوخت جامد تقویت‌کننده)
- پرتاب‌شونده توسط کشتی (موشک آرجی‌ام-۸۴)
- پرتاب‌شونده توسط زیردریایی (یوجی‌ام-۸۴)
- پرتاب‌شونده توسط آتشبار دفاع ساحلی (که می‌تواند با یک راکت سوخت جامد تقویت‌کننده پرتاب شود)

## کاربران
این موشک به کشورهای متعددی از جمله استرالیا، کانادا، اسرائیل، برزیل، شیلی، مصر، تایلند، مالزی، سنگاپور، هند، امارات، سنگاپور، عربستان، بریتانیا، دانمارک، لهستان، آلمان، اسپانیا، یونان، بلژیک، هلند، پرتغال، پاکستان، ژاپن، کره جنوبی و ایران صادر شده‌است.
ایران از اولین مشتریان خارجی این موشک بود که در سال ۱۹۷۴ در حالی‌که هنوز تولید آن شروع نشده بود، همراه با سفارش تولید قایق‌های موشک‌انداز کلاس کمان به فرانسه، سفارش خرید این موشک را هم به آمریکا داد. اما تا زمان وقوع انقلاب ۱۳۵۷ فقط ۹ تا ۱۴ فروند از این موشک به ایران تحویل شده بود که در جریان عملیات مروارید در روزهای آغازین جنگ ایران و عراق از این موشک‌ها استفاده شد.
ایران «موشک نور» را جایگزین این موشک کرده و بر روی ناوچه‌های جماران و دماوند نصب گردیده‌است.

## کاربری عملیاتی
نیروهای مسلح بریتانیا در تاریخ ۲۱ ژوئیهٔ ۲۰۲۲ در حساب رسمی توییتر خود اعلام کرد: «در ۱۷ ژوئن ۲۰۲۲، نیروهای مسلح اوکراین اولین استفادهٔ موفقیت‌آمیز خود از موشک‌های ضدکشتی هارپون اهدایی غرب را برای درگیری با نیروهای دریایی روسیه اعلام کردند».